# منوتروپین
ّمنوتروپین (به انگلیسی: Menotropin) (HMG)
رده درمانی: گنادوتروپین . 
اشکال دارویی: آمپول

## موارد مصرف
محرک تخمک گذاری، محرک اسپرماتوژنز.

## مکانیسم اثر
این دارو که قبلاً از ادرار زنان یائسه تخلیص می‌شد (HMG) حاوی ترکیب FSH و LH است. ترکیب FSH-LH موجب ایجاد بلوغ در تخمکها (ایجاد ماچوراسیون فولیکولار) در خانمها و تحریک اسپرماتوژنز در مردان می‌شود.

## عوارض جانبی
سکته مغزی، بزرگی تخمدان با درد و ورم شدید شکم و سندرم تحریک بیش از حد تخمدان، سندرم دیسترس تنفسی حاد (ARDS)، حرکت و گیر کردن لخته‌های داخل رگی در ریه (آمبولی ریه)، از بین رفتن بافت ریه (انفارکتوس ریوی)، انسداد شریانی، حساسیت مفرط و واکنش آنافیلاکتیک.